# Orthotrichum pumilum
Orthotrichum pumilum là một loài Rêu trong họ Orthotrichaceae. Loài này được Sw. mô tả khoa học đầu tiên năm 1801.